# Erannis compressaria
Erannis compressaria är en fjärilsart som beskrevs av Rothke 1895-1896. Erannis compressaria ingår i släktet Erannis och familjen mätare. Inga underarter finns listade i Catalogue of Life.